# Ádám Szalai
Ádám Szalai (ur. 9 grudnia 1987 w Budapeszcie) – były węgierski piłkarz występujący na pozycji napastnika. Większość kariery spędził w klubach niemieckiej Bundesligi, gdzie reprezentował między innymi następujące drużyny: FSV Mainz, Schalke 04, TSG Hoffenheim czy Hannover 96. Łącznie w najwyższej niemieckiej lidze rozegrał 276 meczów, w których zdobył 54 bramki. W wieku 35 lat zakończył swoją karierę piłkarską.

## Statystyki kariery
| Sezon     | Klub                 | Kraj      | Rozgrywki          | Mecze | Bramki |
| --------- | -------------------- | --------- | ------------------ | ----- | ------ |
| 2006/2007 | VfB Stuttgart II     | Niemcy    | Regionalliga       | 33    | 5      |
| 2007/2008 | Real Madryt Castilla | Hiszpania | Segunda División B | 29    | 4      |
| 2008/2009 | Real Madryt Castilla | Hiszpania | Segunda División B | 37    | 16     |
| 2009/2010 | Real Madryt Castilla | Hiszpania | Segunda División B | 13    | 3      |
| 2009/2010 | 1. FSV Mainz 05      | Niemcy    | Bundesliga         | 15    | 1      |
| 2010/2011 | 1. FSV Mainz 05      | Niemcy    | Bundesliga         | 20    | 4      |
| 2011/2012 | 1. FSV Mainz 05      | Niemcy    | Bundesliga         | 15    | 3      |
| 2012/2013 | 1. FSV Mainz 05      | Niemcy    | Bundesliga         | 29    | 13     |
| 2013/2014 | FC Schalke 04        | Niemcy    | Bundesliga         | 28    | 7      |
| 2014/2015 | TSG 1899 Hoffenheim  | Niemcy    | Bundesliga         | 26    | 4      |
| 2015/2016 | TSG 1899 Hoffenheim  | Niemcy    | Bundesliga         | 4     | 0      |
| 2015/2016 | Hannover 96          | Niemcy    | Bundesliga         | 12    | 0      |
| 2016/2017 | TSG 1899 Hoffenheim  | Niemcy    | Bundesliga         | 22    | 8      |
| 2017/2018 | TSG 1899 Hoffenheim  | Niemcy    | Bundesliga         | 18    | 5      |
| 2018/2019 | TSG 1899 Hoffenheim  | Niemcy    | Bundesliga         | 30    | 6      |
| 2019/2020 | 1. FSV Mainz 05      | Niemcy    | Bundesliga         | 27    | 1      |
| 2020/2021 | 1. FSV Mainz 05      | Niemcy    | Bundesliga         | 18    | 1      |
| 2021/2022 | 1. FSV Mainz 05      | Niemcy    | Bundesliga         | 12    | 1      |